# Übach-Palenberg
Übach-Palenberg – miasto w Niemczech, w kraju związkowym Nadrenia Północna-Westfalia, w rejencji Kolonia, w powiecie Heinsberg. Liczy 24 779 mieszkańców (31 grudnia 2010) zamieszkałych na powierzchni 26,12 km². Leży ok. 17 km na północ od Akwizgranu, ok. 110 m n.p.m., nieopodal rzeki Wurm i jej dopływu, strumienia Übach.

## Historia
Palenberg, dzielnica współczesnego Übach-Palenbergu, wzmiankowany był już w roku 867. W czasach rzymskich przebiegał tędy rzymski trakt Via Agrippinensis (zwany też Via Belgica), kontrolowany w tym regionie przez znajdujący się nieopodal zamek Rimburg.

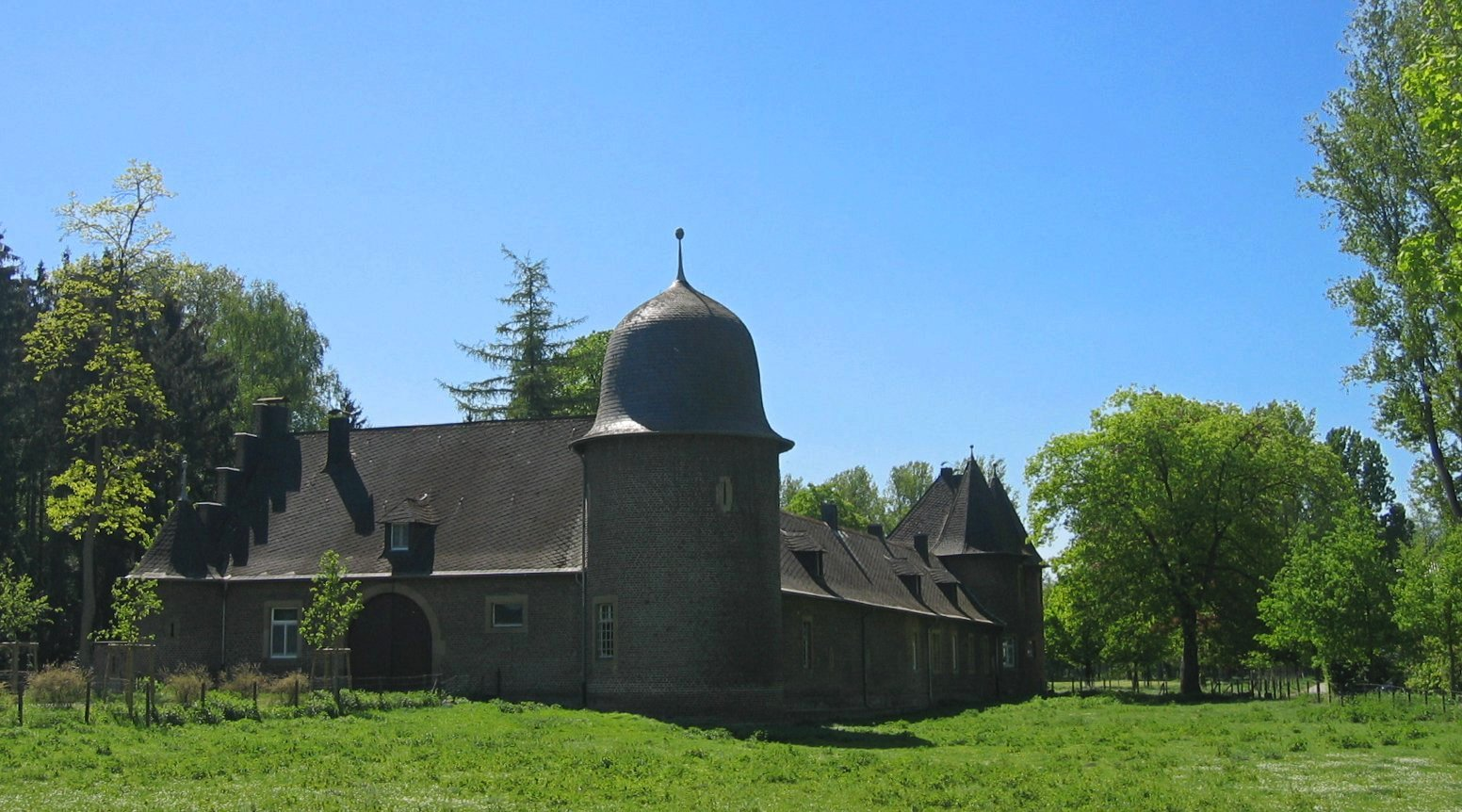
zamek Rimburg w Übach-Palenberg